# Белова, Татьяна Владимировна
Татьяна Владимировна Белова (бел. Таццяна Уладзіміраўна Бялова; 25 октября 1956, Остров, Брестская область, Белорусская ССР, СССР) — белорусская журналистка и книгоиздательница.

## Биография
Родилась Татьяна Владимировна Белова 25 октября 1956 года в Острове.
В 1982 году окончила Белорусский государственный университет.
Работала в Саратовском комитете по телевидению и радиовещанию и в белорусских газетах «На страже Октября», «Автозаводец», радиожурнале «Товарищ» и журнале «Зрок».
В 1992 году возглавила «Международный центр интеграционной информации. Общественный пресс-центр Дома прессы».
С 2007 года — секретарша Белорусского союза журналистов.
В 2008—2013 годах — директор «Белорусской энциклопедии имени Петруся Бровки».
В 1989 году написала сценарий к документальному фильму «Госпиталь» Центрального телевидения СССР.